# Sternocera klugii
Sternocera klugii es una especie de escarabajo del género Sternocera, familia Buprestidae. Fue descrita científicamente por Thomson en 1859.

## Distribución geográfica
Habita en la región afrotropical.